# عمر زعنی
عمر زَعِنّی (۱۸۹۸ - ۱۹۶۱) شاعر و خواننده لبنانی بود. با آهنگ‌های مردم پسندش شهرت یافت که به گویش لبنانی می‌سرود، و خود اجرای آن را بر عهده می‌گرفت. آهنگ‌هایش با نقد اجتماعی و سیاسی گزنده همراه بود. یک بار زندانی شد. از منظوماتش «حاسب یا فرنک» و «اگر اسب بودم.»